# Uso da palavra homem
A palavra homem atualmente é utilizada tanto para denominar seres humanos adultos do sexo masculino como para denominar genericamente o indivíduo da espécie humana independentemente de sexo. O dicionário Eletrônico Houaiss da Língua Portuguesa tem, entre suas definições de homem,
mamífero da ordem dos primatas, único representante vivente do gên. Homo, da espécie Homo sapiens, caracterizado por ter cérebro volumoso, posição ereta, mãos preênseis, inteligência dotada da faculdade de abstração e generalização, e capacidade para produzir linguagem articulada;
a espécie humana; a humanidade;
o ser humano considerado em seu aspecto morfológico, ou como tipo representativo de determinada região geográfica ou época.
No entanto, esse segundo uso dado ao termo é alvo de controvérsias relacionadas a questões de gênero. Argumenta-se que chamar a espécie humana ou o ser humano de o homem é um hábito que desrespeita as mulheres e reforça o caráter do sexo masculino de sexo dominante da humanidade, preferindo-se utilizar termos neutros, como ser humano, pessoa ou humanidade.

## Histórico e debates
A utilização da palavra homem como sinônimo de ser humano tem alicerces na Grécia Antiga, onde os homens de fato eram tratados como o sexo padrão e as mulheres eram vistas como um "desvio" da grandiosidade masculina, confundindo-se o ser humano com a figura masculina do homem, muito embora a língua grega clássica utilizasse termos diferentes para homem (andros) e ser humano (anthropos), e no cristianismo, segundo a qual Deus nomeou a espécie humana Homem (Gênesis 5,2).
Até a Alta Idade Média ainda se distinguiam nos idiomas indo-europeus os vocábulos para a pessoa do sexo masculino e para o ser humano, como no latim homo designava ser humano e vir designava o humano do sexo masculino. A partir de então, numa mescla do patriarcalismo indo-europeu com o cristão, as traduções indo europeias de homem passaram a designar o ser humano indistinto de sexo e os humanos do sexo masculino, e os verbetes essencialmente masculinos (como o vir latino e o were inglês) caíram em desuso.
Mais tarde, na época das revoluções francesa e estadunidense, o uso unissex da palavra homem ficou envolvido na sua primeira polêmica histórica: os direitos previstos na Declaração dos Direitos do Homem e do Cidadão e na Declaração da Independência dos Estados Unidos abrangiam "todos" os "homens", mas não estava claro se os "homens" eram seres humanos de todos os sexos ou apenas do masculino, o que na prática implicitava uma negligência aos direitos das mulheres, uma vez que a situação social e legal delas não melhorou depois das referidas declarações de direitos.
Hoje em dia o debate é mais frequente, em especial entre autores de língua inglesa. Argumenta-se que homem não é de forma alguma uma palavra neutra, uma vez que falar-se algo como "Alguns homens são do sexo feminino" ou "Um homem do sexo feminino pode ter dificuldades no parto" soa absurdo, engraçado ou mesmo ofensivo.
Vem sendo recomendado pelas pessoas envolvidas no debate o uso de palavras e expressões como "ser humano", "pessoa" e "humanidade" para se substituir o uso supostamente neutro da palavra "homem".